# Tiếng Luganda
Tiếng Ganda hoặc Luganda (tên tự gọi:Oluganda) là một ngôn ngữ Bantu thuộc ngữ hệ Niger-Congo, được nói ở khu vực Hồ Lớn châu Phi. Đây là một trong những ngôn ngữ chính ở Uganda, được nói bởi hơn tám triệu người Baganda và những dân tộc khác sống chủ yếu ở miền trung Uganda, bao gồm cả thủ đô Kampala của Uganda. Về mặt hình thái, nó là một ngôn ngữ chắp dính mức cao với trật tự từ chủ-động-tân.
Với ít nhất tám triệu người nói bản ngữ ở khu vực Buganda và một triệu người thông thạo khác ở nơi khác, nó là ngôn ngữ được sử dụng rộng rãi ở Uganda. Nó là ngôn ngữ xếp thứ hai, theo sau tiếng Anh và đứng trước tiếng Swirin.
Tiếng Luganda được giảng dạy trong một số trường tiểu học ở Buganda khi học sinh bắt đầu học tiếng Anh, ngôn ngữ chính thức chính của Uganda. Cho đến những năm 1960, tiếng Luganda cũng là ngôn ngữ giảng dạy chính thức tại các trường tiểu học ở Đông Uganda.